# الرکبه
الرکبه (ماویه) (به عربی: الرکبة) یک منطقهٔ مسکونی در یمن است که در ناحیه ماویه واقع شده‌است. الرکبه ۱۱۰ نفر جمعیت دارد.